# Зверева, Ася Кирилловна
Ася Кирилловна Зверева (6 августа 1937, Дебальцево, Донецкая область, УССР, СССР — 7 сентября 2018, Санкт-Петербург, Россия) — советский и российский звукооператор. Заслуженный деятель искусств Российской Федерации (1992).

## Биография
Ася Кирилловна Зверева родилась 6 августа 1937 года в г. Дебальцево, Донецкой области, Украинской ССР.
В 1956 году была зачислена в штат киностудии «Ленфильм» в качестве ассистента звукооператора.
С 1957 года и по 1963 год училась на электротехническом факультете Ленинградского института киноинженеров.
В 1992 году Ася Кирилловна Зверева была удостоена почётного звания Заслуженный деятель искусств Российской Федерации.
Лауреат кинопремия «Ника» — «За лучшую работу звукорежиссёра» в фильме «Царевич Алексей» (1997).

## Фильмография
1. 1967 — Личная жизнь Кузяева Валентина (Режиссёр-постановщик: Игорь Масленников при участии Ильи Авербаха (новелла «Папаня»))
2. 1967 — Суд (короткометражный) (Режиссёр-постановщик: Давид Кочарян)
3. 1968 — Источник (Режиссёр-постановщик: Анатолий Граник)
4. 1969 — Завтра, третьего апреля… (Режиссёр-постановщик: Игорь Масленников)
5. 1970 — Семь невест ефрейтора Збруева (Режиссёр-постановщик: Виталий Мельников)
6. 1972 — Гонщики (Режиссёр-постановщик: Игорь Масленников)
7. 1972 — Игрок (СССР/ЧССР) (Режиссёр-постановщик: Алексей Баталов)
8. 1973 — Солёный пёс (Режиссёр-постановщик: Николай Кошелев)
9. 1974 — Под каменным небом (Режиссёры-постановщики: Кнут Андерсен), Игорь Масленников)
10. 1975 — Полковник в отставке (Режиссёр-постановщик: Игорь Шешуков)
11. 1975 — Призвание (ТВ) (совместно с Григорием Эльбертом) (Режиссёр-постановщик: Август Балтрушайтис)
12. 1976 — Сентиментальный роман (Режиссёр-постановщик: Игорь Масленников)
13. 1977 — Вторая попытка Виктора Крохина (Режиссёр-постановщик: Игорь Шешуков)
14. 1978 — Младший научный сотрудник (короткометражный) (Режиссёр-постановщик: Валерий Родченко)
15. 1978 — Ярославна, королева Франции (совместно с Борисом Андреевым) (Режиссёр-постановщик: Игорь Масленников)
16. 1979 — Шерлок Холмс и доктор Ватсон. Знакомство (ТВ) (совместно с Борисом Андреевым) (Режиссёр-постановщик: Игорь Масленников)
17. 1979 — Шерлок Холмс и доктор Ватсон. Пёстрая лента (ТВ) (совместно с Борисом Андреевым) (Режиссёр-постановщик: Игорь Масленников)
18. 1980 — Лялька-Руслан и его друг Санька (ТВ) (Режиссёр-постановщик: Евгений Татарский)
19. 1980 — Приключения Шерлока Холмса и доктора Ватсона. Король шантажа (ТВ) (совместно с Борисом Андреевым) (Режиссёр-постановщик: Игорь Масленников)
20. 1980 — Приключения Шерлока Холмса и доктора Ватсона. Смертельная схватка (ТВ) (совместно с Борисом Андреевым) (Режиссёр-постановщик: Игорь Масленников)
21. 1980 — Приключения Шерлока Холмса и доктора Ватсона. Охота на тигра (ТВ) (совместно с Борисом Андреевым) (Режиссёр-постановщик: Игорь Масленников)
22. 1981 — Приключения Шерлока Холмса и доктора Ватсона: Собака Баскервилей (ТВ) (Режиссёр-постановщик: Игорь Масленников)
23. 1981 — Родительский день (короткометражный) (Режиссёр-постановщик: Светлана Колганова)
24. 1982 — Пиковая дама (ТВ) (Режиссёр-постановщик: Игорь Масленников)
25. 1982 — Сеанс одновременной игры (ТВ) (Режиссёр-постановщик: Алексей Лебедев)
26. 1983 — На берегах пленительной Невы (ТВ) (документально-видовой) (Режиссёр-постановщик: Илья Авербах)
27. 1983 — Приключения Шерлока Холмса и доктора Ватсона: Сокровища Агры (ТВ) (Режиссёр-постановщик: Игорь Масленников)
28. 1983 — Уникум (Режиссёр-постановщик: Виталий Мельников)
29. 1984 — Преферанс по пятницам (Режиссёр-постановщик: Игорь Шешуков)
30. 1984 — Чужая жена и муж под кроватью (ТВ) (Режиссёр-постановщик: Виталий Мельников)
31. 1985 — Выйти замуж за капитана (Режиссёр-постановщик: Виталий Мельников)
32. 1985 — Зимняя вишня (Режиссёр-постановщик: Игорь Масленников)
33. 1986 — Приключения Шерлока Холмса и доктора Ватсона: Двадцатый век начинается (ТВ) (Режиссёр-постановщик: Игорь Масленников)
34. 1987 — Первая встреча, последняя встреча (Режиссёр-постановщик: Виталий Мельников)
35. 1988 — Продление рода (Режиссёр-постановщик: Игорь Масленников)
36. 1989 — Фуфло (Режиссёр-постановщик: Алексей Лебедев)
37. 1990 — Палач (Режиссёр-постановщик: Виктор Сергеев)
38. 1990 — Царская охота (СССР/ЧССР/Италия) (Режиссёр-постановщик: Виталий Мельников)
39. 1991 — Гений (Режиссёр-постановщик: Виктор Сергеев)
40. 1991 — Чича (Режиссёр-постановщик: Виталий Мельников)
41. 1992 — Странные мужчины Семёновой Екатерины (Режиссёр-постановщик: Виктор Сергеев)
42. 1993 — Грех. История страсти (Режиссёр-постановщик: Виктор Сергеев)
43. 1993 — Последнее дело Варёного (Режиссёр-постановщик: Виталий Мельников)
44. 1994 — Любовь, предвестие печали… (Режиссёр-постановщик: Виктор Сергеев)
45. 1997 — Царевич Алексей (Режиссёр-постановщик: Виталий Мельников)
46. 1997 — Шизофрения (Режиссёр-постановщик: Виктор Сергеев)
47. 2000 — Воспоминания о Шерлоке Холмсе (ТВ) (совместно с Борисом Андреевым, М. Буяновым, В. Карасевым) (Режиссёр-постановщик: Игорь Масленников)
48. 2003 — Бедный, бедный Павел (Режиссёр-постановщик: Виталий Мельников)

## Признание и награды
- 1987 —  Конкурс профессиональных премий киностудии «Ленфильм» и Ленинградского отделения Союза кинематографистов СССР за 1986 год. Премия имени И. Ф. Волка Асе Зверевой «За лучшую работу звукооператора» («Вторая попытка Виктора Крохина»).
- 1997 — Кинопремия «Ника» — «За лучшую работу звукорежиссёра» (Ася Зверева — «Царевич Алексей») (1997)[1].